# Podział administracyjny Kościoła katolickiego w Algierii

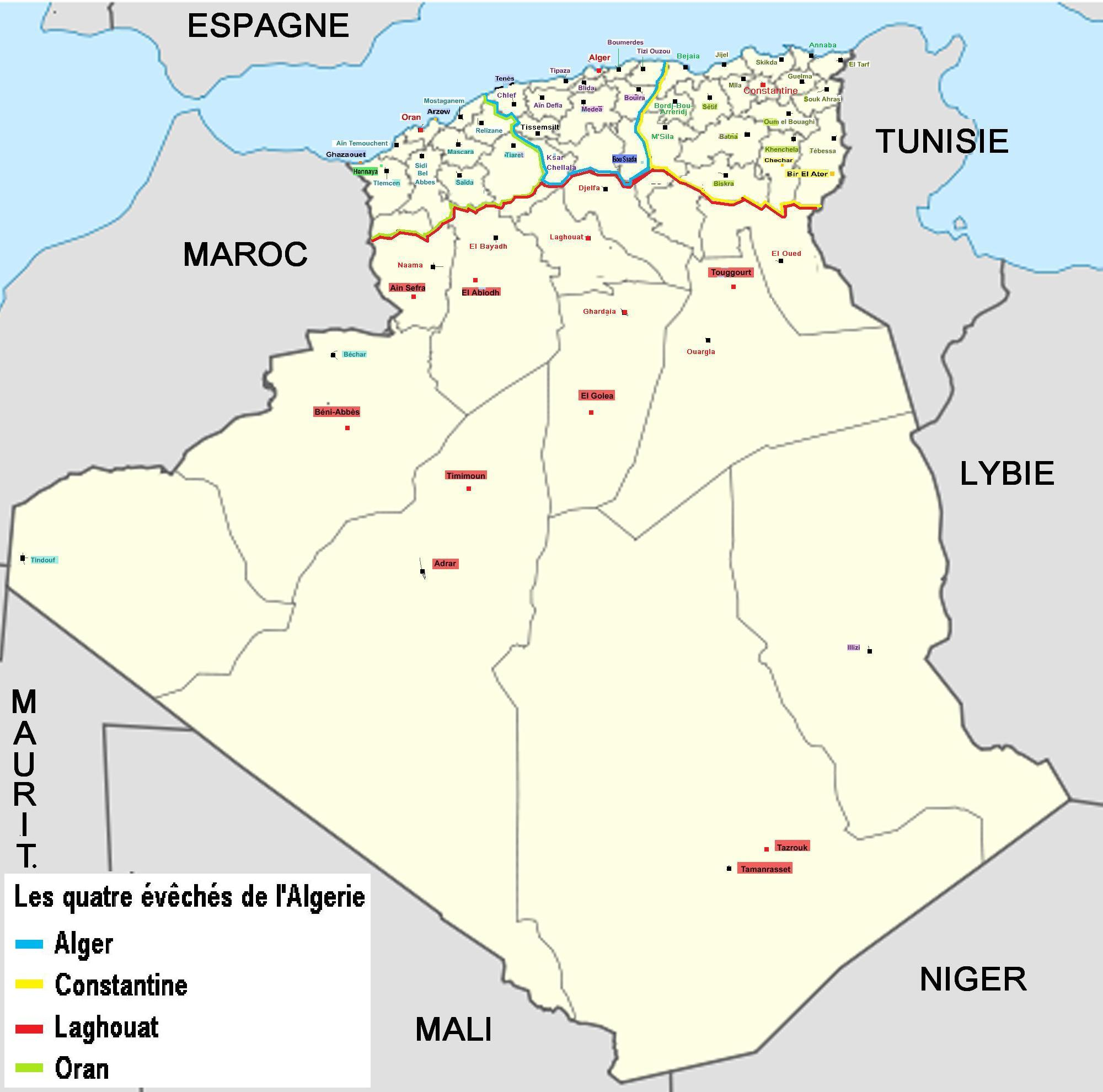
Podział administracyjny Kościoła katolickiego w Algierii: na północy od prawej: diecezja orańska, archidiecezja algierska i diecezja konstantynowska, zaś na południu diecezja laghouacka

Podział administracyjny Kościoła katolickiego w Algierii – w ramach Kościoła katolickiego w Algierii funkcjonuje obecnie jedna metropolia, w skład której wchodzi: jedna archidiecezja i dwie diecezje. Ponadto istnieje jedna diecezja, podległa bezpośrednio do Rzymu.
Jednostki administracyjne Kościoła katolickiego obrządku łacińskiego w Algierii:

## Metropolia algierska
- Archidiecezja algierska
  - Diecezja orańska
  - Diecezja konstantynowska

## Diecezje bezpośrednio podległeRzymowi
- Diecezja laghouacka[1]